# 에라토스테네스

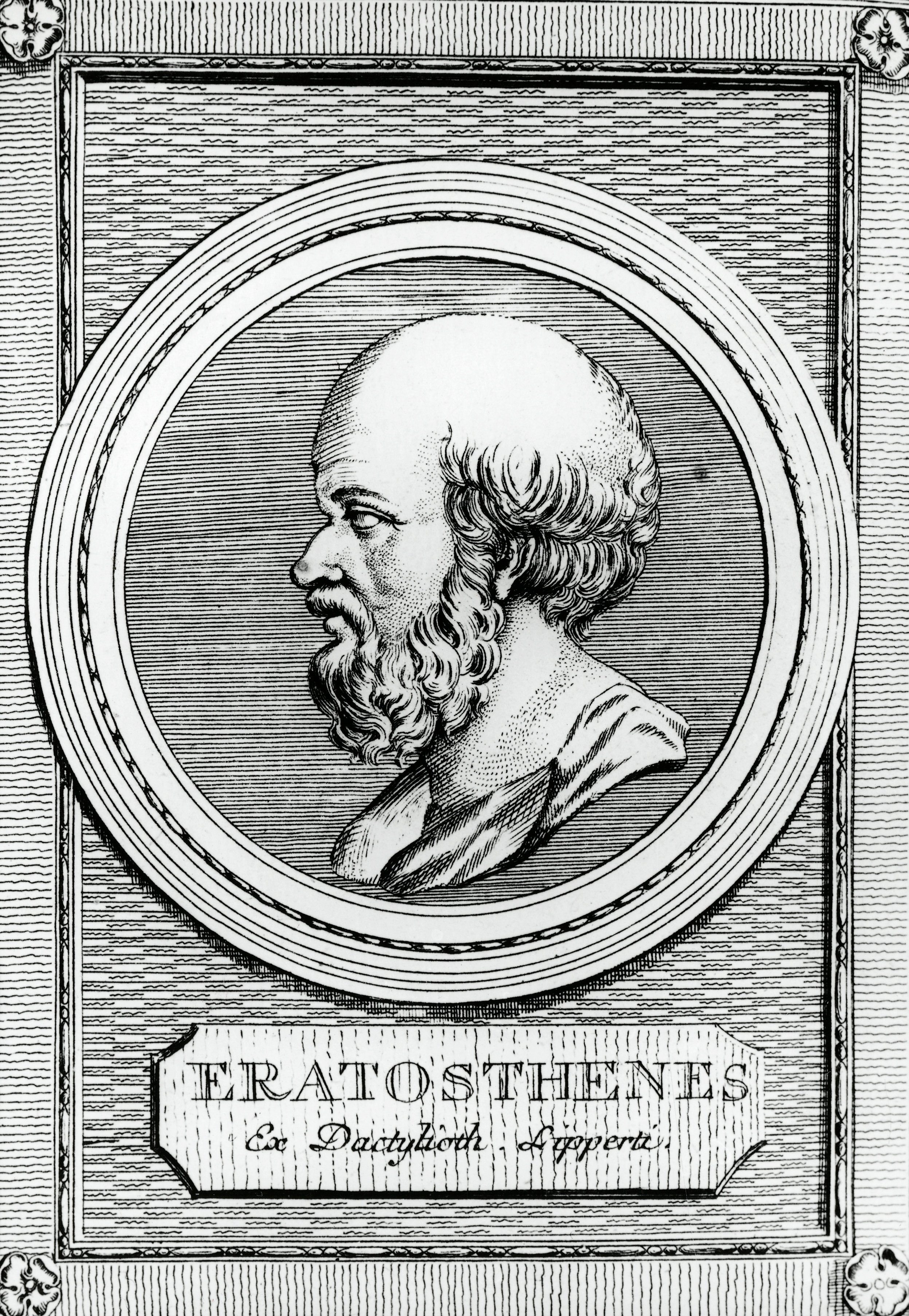

에라토스테네스(영어: Eratosthenes of Cyrene, Ερατοσθένης, 기원전 274년 ~ 기원전 196년)는 고대 그리스의 수학자이자 천문학자이다. 헬레니즘 시대 이집트에서 활약했으며, 문헌학 및 지리학을 비롯해 헬레니즘 시대 학문 다방면에 걸쳐 업적을 남겼지만, 특히 수학과 천문학의 분야에서 후세에 남는 큰 업적을 남겼다.
지구의 크기를 처음으로 계산해 냈으며, 또 소수를 걸러내는 에라토스테네스의 체를 고안한 것으로도 알려져 있다. 이런 업적으로 제2의 플라톤이라고도 불렸다. “베타”(β)란 별명으로도 알려져 있다. "그를 시기하고 경쟁의 상대로 여겼던 어떤 사람은 그를 '베타'라고 불렀다고 한다. 베타는 알다시피 그리스 어 알파벳의 두 번째 글자이다. 에라토스테네스는 무슨 일을 하든 그 분야에서 여지없이 세계 둘째가는 사람이기 때문에 베타라는 이름으로 불렀다는 것이다. 그러나 에라토스테네스가 손을 댄 거의 모든 분야에서 그는 '베타'가 아니라 아주 확실한 '알파'(α)였다."

## 생애
고대 그리스의 키레네(현재는 리비아의 지역)에서 태어나 아테네에서 교육을 받았으며, 프톨레마이오스 왕조가 세운 알렉산드리아 도서관, 무세이온(Mouseion)의 관장을 맡았다.

## 지구의 둘레
그리스인들은 지역에 따라 북극성의 높이가 다른 사실 등을 근거로 지구가 공처럼 둥글다는 것을 알고 있었다. 에라토스테네스는, 시에네(현재의 아스완)에서는 하지날에 태양빛이 우물의 바닥까지 닿는다는 것을 전해 듣고, 즉 해가 가장 높이 떴을 때의 고도가 90도가 된다는 것을 알아차렸다. 그리고 이로부터 지구의 크기를 계산할 수 있다는 사실을 깨달았다. 알렉산드리아에서는 하짓날의 남중 고도는 82.8도이며, 이 차이가 시에네와 알렉산드리아의 위도의 차에 따른 것이며, 이를 이용하여 지구의 둘레를 구할 수 있었다.
시에네와 알렉산드리아의 거리는 5000 스타디아(미터법으로 925킬로미터)이며, 비율까지 계산하여 지구의 둘레는 250000 스타디아 차이(46,250킬로미터)라고 구했다. 그러나 당시 스타디아의 길이가 엄밀하게 정해져 있던 것도 아니고, 측정 자체도 걸음수를 이용한 대략적인 것으로, 그가 실제로 어느 정도의 정확도로 지구의 둘레를 구한 것인지를 말하는 것은 별 의미가 없다. 문헌에 따라서 종종 스타디아와 미터의 변환시에 자의적인 수치를 이용하여, 매우 정확히 측정한 것처럼 언급되는 경우도 있다.
에라토스테네스는 5가지의 가정을 하였다.
1. 알렉산드리아(Alexandria)와 시에네(Syene, 현재의 아스완)의 거리는 5000 스타디아(미터법으로 925km).
2. 알렉산드리아는 시에네의 정북쪽에 있다.
3. 시에네는 북회귀선에 있다.(시에네의 하짓날 정오에 햇빛이 지면에 수직으로 비춘다.)
4. 지구는 완전한 구형이다.
5. 지구로 들어오는 태양광선은 평행하다.

에라토스테네스의 지구 크기 측정이 정확하지 않은 이유는 다음과 같다.
1. 지구는 완전한 구형이 아니라 적도쪽이 조금 더 부푼 타원체이다.
2. 알렉산드리아와 시에네는 동일 경도 상에 위치하지 않는다.
3. 두 지점 사이의 거리를 구한 값에 오차가 있었다.

## 에라토스테네스의 체
에라토스테네스의 체는 에라토스테네스가 고안했다고 여겨지는 소수 판정 방법으로, 자연수를 순서대로 늘어놓은 표에서 합성수를 차례로 지워나가면서 소수 목록을 얻는 것을 말한다. 알고리즘의 예제로도 유명하다. 어떤 수가 소수인지 판별하는 방법들 중에서 가장 자주 쓰이는 방법이 바로 에라토스테네스의 체이다. 고대에 고안한 이 방법이 현재까지 수학자들 사이에서 활발하게 쓰이고 있다는 생각을 해보면 그의 수학 실력이 얼마나 뛰어난지 짐작할 수 있었다고 한다.

## 같이 보기
- 사모스의 아리스타르코스
- 히파르코스
- 포세이도니오스